# Finer Feelings
Singles de Kylie Minogue
Give Me Just a Little More Time
(1992) What Kind of Fool (Heard All That Before)
(1992)
Clip vidéo
[vidéo] « Finer Feelings », sur YouTube
Finer Feelings est une chanson de l'actrice et chanteuse australienne Kylie Minogue incluse dans son quatrième album studio, intitulé Let's Get to It et sorti au Royaume-Uni le 14 octobre 1991.
Le 13 avril 1992, environ six mois après la sortie de l'album, la chanson a été publiée en single. C'était le quatrième et dernier single tiré de cet album.
Le single a atteint la 11e place du hit-parade britannique.